# Lingua arwi

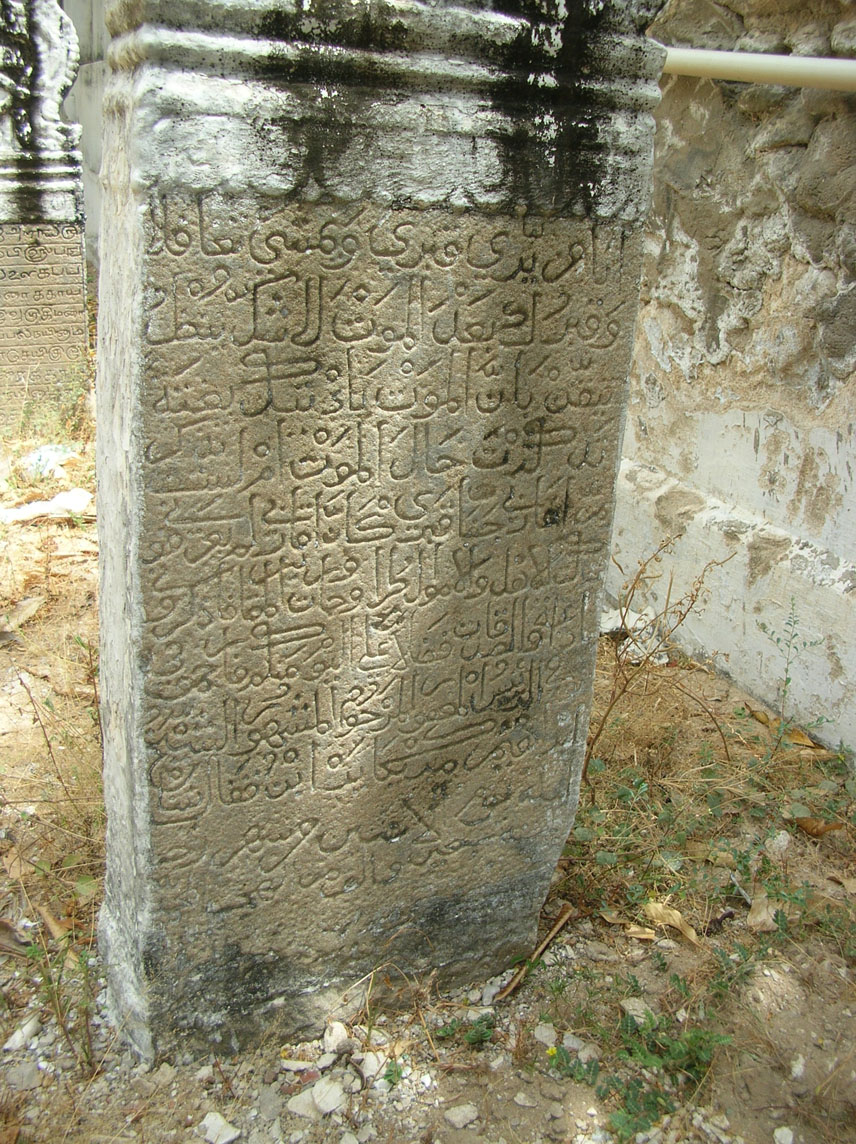
Testo di una pietra tombale in Lingua Arwi in alfabeto arabo

Arwi (لسان الأروي lisān-ul-arwī ; அரபு-தமிழ் arabu-tamil) è un dialetto tamil con influenze lessicali e fonetiche dell'arabo, che era usato ampiamente dalla minoranza musulmana dello stato di Tamil Nadu in India e dello Sri Lanka. Come lingua parlata si è estinta.
L'alfabeto Arwi utilizzava l'alfabeto arabo con in più tredici lettere proprie dell'alfabeto Arwi, usate per rappresentare le vocali tamil e e o oltre a diverse consonanti tamil che non potevano essere rappresentate dall'alfabeto arabo tradizionale.